# Il poeta urbano
Il poeta urbano è un album di Giorgio Lo Cascio, pubblicato nel 1976 dalla casa discografica Divergo.

## Tracce
1. Il Poeta Urbano
2. Primo Messaggio
3. Per Te Che Mi Sei Compagna
4. Sull'Orlo Del Vulcano
5. La Baracca Del Vino A Via Imbonati
6. Nebbia Artificiale
7. Rotolando Per Le Scale
8. Lo Stadio e L'Isola
9. Pegaso
10. Per Liberare La Mia Terra

## Formazione
- Giorgio Lo Cascio – voce, chitarra acustica, chitarra classica, armonica, pianoforte
- Roberto Picchi – chitarra classica, chitarra acustica, liuto, flauto
- Marco Provvedi – chitarra acustica
- Pablo Romero – chitarra classica, flauto, charango, quena